# 御津町 (愛知県)
御津町（みとちょう）は、かつて愛知県宝飯郡にあった町。2008年（平成20年）1月15日、宝飯郡音羽町とともに豊川市に編入合併された。旧御津町域の住所表示は「豊川市御津町」となっている。

## 地理
三河湾に面している。温暖な気候と豊かな自然に育まれ、海から町の歴史が拓かれた。
町域は東西7.73km、南北7.53 km。北西から南東にかけて広がっており、その形は湾曲している。北西部は山林が広がり、音羽町との境界には宮路山が聳えている。
- 主な山: 御津山、宮路山、新宮山
- 主な河川: 御津川、音羽川 - 白川

### 気候
太平洋側気候に属し、比較的温暖な気候である。ただし冬場（12月〜3月頃）の最低気温に関しては、摂氏0度を下回るのが一般的である。
|               | 1月  | 2月  | 3月   | 4月  | 5月   | 6月   | 7月   | 8月  | 9月   | 10月  | 11月 | 12月 | 年平均気温、 年合計降水量 |
| ------------- | ---- | ---- | ----- | ---- | ----- | ----- | ----- | ---- | ----- | ----- | ---- | ---- | ------------------------- |
| 最高気温（℃） | 13.7 | 14.8 | 18.7  | 29.9 | 28.1  | 34.7  | 34.6  | 35.4 | 33.6  | 29.9  | 22.4 | 13.8 | 25.8                      |
| 最低気温（℃） | -1.1 | -2.3 | -0.1  | 2.5  | 9.7   | 15.9  | 20.1  | 21.0 | 16.4  | 10.1  | 4.1  | -1.9 | 7.9                       |
| 平均気温（℃） | 5.5  | 5.8  | 8.5   | 15.2 | 18.6  | 23.6  | 26.3  | 28.0 | 25.3  | 19.3  | 12.3 | 4.3  | 16.1                      |
| 降水量（mm）  | 23.0 | 58.0 | 117.0 | 59.0 | 105.0 | 122.0 | 247.0 | 82.5 | 102.5 | 169.5 | 19.5 | 3.5  | 1,108.5                   |

### 土地利用
地目別面積の推移は以下のとおり。
| 年     | 田(ha) | 畑(ha) | 宅地(ha) | 山林(ha) | 原野(ha) | 雑種地(ha) | その他(ha) | 計(ha) |
| ------ | ------ | ------ | -------- | -------- | -------- | ---------- | ---------- | ------ |
| 2002年 | 341    | 277    | 259      | 271      | 1        | 176        | 548        | 1,873  |
| 2003年 | 339    | 276    | 259      | 299      | 1        | 146        | 553        | 1,873  |
| 2004年 | 337    | 274    | 260      | 299      | 1        | 146        | 556        | 1,873  |
| 2005年 | 336    | 273    | 261      | 299      | 1        | 145        | 558        | 1,873  |
| 2006年 | 334    | 271    | 262      | 299      | 1        | 149        | 557        | 1,873  |

### 都市計画
行政区域の全てが都市計画区域内にあった。市街化区域は389haで、行政区域全体の20.8%。残り79.2%を市街化調整区域が占めていた。詳細は以下のとおり。
| 区分                     | 面積(ha) | 割合(%) | 建蔽率(%) | 容積率(%) |
| ------------------------ | -------- | ------- | --------- | --------- |
| 第一種中高層住居専用地域 | 42       | 2.2     | 60        | 200       |
| 第一種住居地域           | 156      | 8.3     | 60        | 200       |
| 近隣商業地域             | 11       | 0.6     | 80        | 200       |
| 商業地域                 | 7        | 0.4     | 80        | 400       |
| 準工業地域               | 24       | 1.3     | 60        | 200       |
| 工業地域                 | 57       | 3.0     | 60        | 200       |
| 工業専用地域             | 92       | 5.0     | 60        | 200       |
| 市街化調整区域           | 1,484    | 79.2    | 60        | 200       |

### 地名
『総国風土記』によると、孝元天皇が東国へ行幸した際に、乗っていた船を寄せたことから、当地を御津湊と名付けたという。「津」「湊」はいずれも港を意味し、これに尊称「御」が付いている。「御津町」の名は、これに由来する。
御津町内には、11の大字が存在した。
- 上佐脇
- 下佐脇
- 下佐脇新田

- 御馬
- 西方
- 泙野

- 大草
- 赤根
- 広石

- 豊沢
- 金野

御津町内の住所表示は「宝飯郡御津町大字○○字△△1番地」のようになっていたが、豊川市との合併に伴い住所表示を変更した。このとき、「御津町」の名を残してほしいとの要望が寄せられたことから、「豊川市御津町○○△△1番地」のようにすることが決まった。ただし、「大字下佐脇新田」の表示は「新田」に、「大字金野字堹ノ下（ままのした）」の表示は「金野下」に改められた。

### 隣接していた自治体
- 豊川市、豊橋市、蒲郡市
- 宝飯郡小坂井町、音羽町

## 歴史

### 縄文・弥生時代
御津町に隣接する豊橋市の瓜郷遺跡には多数の農耕具が出土しているが、御津町地域はこの瓜郷に居住していた人々の生活圏内にあったとみられる。町内では、長床遺跡をはじめ石堂野遺跡、河原田A遺跡などの遺跡群が確認されている。
長床（ながとこ）遺跡は1936年、御津南部尋常高等小学校（現・豊川市立御津南部小学校）の講堂建設工事の際に発見された。高坏を含む数々の土器が出土したが、それまで知られていた弥生土器とはいくつかの点で様式が異なっていた。具体的には、壺の胴部が算盤の玉のように上下のすぼまった形状をしており、波線と直線が交互に引かれていた。また、脚台のある土器には丹塗りが施されていた。蒲郡市在住の考古学研究家・久永春男は、長床遺跡で発掘されたこれらの土器と特徴を同じくする土器を「長床式土器」と称することを提唱した。
発見から約半世紀後の1987年、講堂の取り壊しと校庭拡張が行われたのを機会に、再び調査が実施された。
石堂野遺跡では1985年、愛知県立御津高等学校の建設工事に際して愛知県埋蔵文化物センターが調査を実施した結果、弥生時代後期の土器が出土した。河原田A遺跡は、県道国府前芝線の建設工事中に土器片などが発見されたことによって存在が明らかとなった。1965年11月に行われた愛知大学文学部史学研究室の調査では、石器（石鏃、石槌、石包丁など）、長床式土器の存在が報告された。また、萩原神社遺跡及び二本松遺跡には、土器片が散乱している。
広石の新宮山では1878年、道路工事中に銅鐸が出土した。この銅鐸は高さ46cm、底部長径24cmの流水文銅鐸で、1974年に愛知県の有形文化財に指定された。町内には、このほかに2つの銅鐸が出土したと記録されているが、いずれも実在が確認されていない。

### 古墳時代
町内の主な古墳は、穴観音古墳と船山古墳である。
穴観音古墳は御津高校の西方に位置する円墳で、横穴式石室に石造の観音像が安置されていることから「穴観音古墳」の名で呼ばれる。直径は20m、高さは5mで、石室の全長は8m。
船山古墳は全長37mの前方後円墳で、北東に位置する後円部には盗掘の跡とみられる窪みがある。
この他、金野地区には横穴古墳群12基があったが、その姿を留めているのはわずかに7号墳のみである。

### 持統行幸
『続日本紀』や『類聚国史』には、702年に持統天皇（この時には退位して上皇となっていた）が三河国を行幸したとの記述がある。
『万葉集』には、この行幸について詠んだ歌として、長忌寸奥磨（ながのいみきおきまろ）の歌「引馬野に にほふ榛原（はりはら） 入り乱り 衣にほはせ 旅のしるしに」や、高市連黒人（たけちのむらじくろひと）の歌「何処にか 船泊（ふねは）てすらむ 安礼の崎 漕ぎ廻（た）み行きし 棚無し小舟」がみえる。これらによると、持統天皇は船に乗って引馬野（ひくまの）、安礼の崎（あれのざき）に上陸したと読み取れる。
『十六夜日記』中にある「引馬の宿」について、賀茂真淵が浜松北方とする見解を示して以降、引馬野を遠江とする説が拡大した。対して、仙覚や荷田春満、斎藤茂吉らは三河説を唱えたが、現在では後者が有力視されており、音羽川の河口に近い御津町御馬の辺りであるとみられている。また、昭和末期に造成された埋立地三河臨海緑地の一部には、「安礼の崎」の地名が付けられた。

### 中世
平氏を打倒して政権を掌握した源頼朝は、安達藤九郎党盛長を三河国の守護とした。盛長は、西御馬八幡社を創建したと伝えられている。
南北朝時代には佐脇一帯を治める佐脇氏が興った。『太平記』の中には佐脇姓の人物が何人か見出される。
足利尊氏の命で波多野氏が入り、現在の豊沢に大沢城が築かれる。
戦国時代には、御津山に大恩寺が建立された。同寺は1479年に松平親忠の開基、了暁慶善の開山により、新宮山に開山した大運寺を起源とし、代々菩提寺としてきた牛久保城主・三河牧野氏の援助により、念仏堂が建立された。この念仏堂はのちに国の重要文化財に指定されたが、1994年に火災で焼失した。
佐脇は作手地方を本拠とする奥平氏が領有したが、東方から進出した今川氏の支配に服した。桶狭間の戦い以後は、没落した今川氏に代わって松平元康（徳川家康）が進出し、長沢松平家が町域の大半を領有した。家康が関東地方に移封されると、町域は池田輝政（照政）の所領となった。
下佐脇には佐脇城跡がある。『三河国二葉松』には、佐脇右京亮明秀の後裔・佐脇刀禰太夫や、奥平兵庫・三浦左馬助義就がここを居城としたとある。
大沢城（豊沢）の波多野時政（法名全慶）は長山一色城（豊川市牛久保町）の一色時家の被官であったが応仁の乱の西軍に加わった時家を倒した。しかし、後に時政は牧野成時（法名、古白）に討たれる。
町域には他に茂松城、御馬城、竹本城などがあり、地域の有力豪族が抗争を繰り広げたものとみられる。

### 近世
江戸時代に至ると灰野・金割・茂松などは天領、上佐脇・下佐脇は新城藩領、広石の一部は大恩寺領というように再編された。その後も各村の勢力関係は幾度も変遷した。
御馬湊は三河五箇湊の1つに数えられ、年貢米が江戸へ送られた。地域の廻船問屋渡辺家の第8代当主・渡辺富秋は郷土史研究に取り組み、また和算の分野にも関心を示した。18世紀末には俳句結社・御馬湊社中が興った。

### 明治・大正期
1868年になると、町域の大半が三河県に属した。さらに静岡藩や静岡県を経て、1871年に町域は全て額田県下に入った。翌1872年5月、額田県は愛知県に編入された。大区小区制に基づき、宝飯郡は県内9大区のうち第6大区に分類され、町域は第5小区とされた。
1889年10月1日、西方村、泙野村、広石村、豊沢村、金野村の5村が合併し、御津村が成立した。同日には、佐脇村及び御馬村が成立した。1906年、この3村が合併し、新たに御津村が成立した。
この頃、当地域では養蚕業が大いに伸長していた。1919年の繭生産額は477,675円と、米生産額（166,005円）の約3倍を記録し、主要農産物中の第1位を占めた。1920年の御津村事務報告は、「本村ノ農業ハ、十年前ニハ米麦作ニ最モ重キヲ置キ、養蚕業ヲ副業トセシモ、今ヤ養蚕ハ主タル業トナリ、畑ハ皆桑園トナル」と記している。しかし繭は価格変動が激しく、1920年の生産額は255,040円と、前年実績を約4割下回った。以後数年間の生産額は概ね15万円〜25万円の間で推移し、なおも主要農産物としての地位を維持したが、昭和期に入ると衰退した。
明治末期に16を数えた製糸工場は激減し、第一次世界大戦後には不況の影響もあって4工場が残るのみとなった。対して海苔の生産は拡大した。

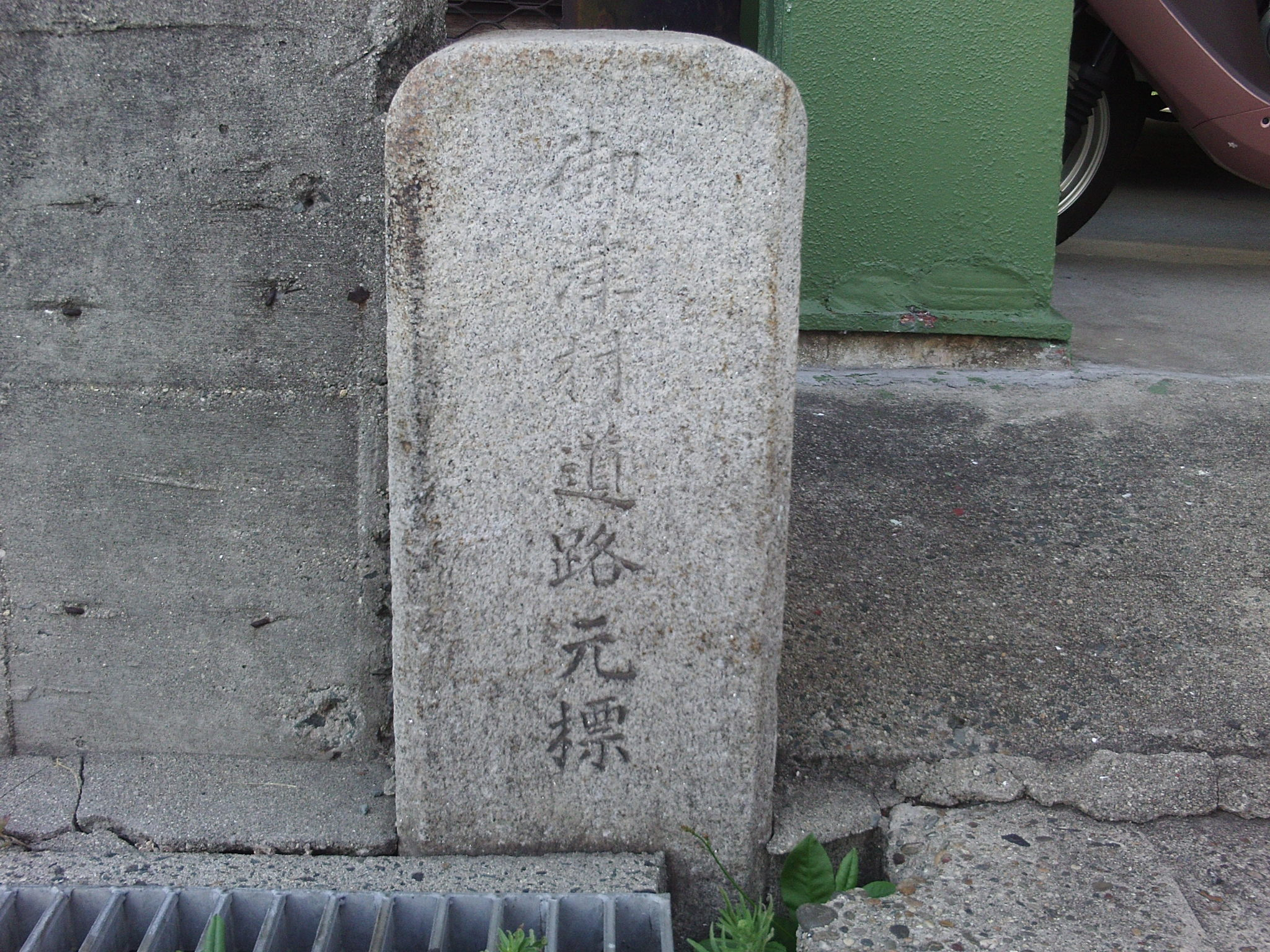
御津村道路元標

交通・輸送網としては東海道本線が敷設され、御津村内には御油駅（現・愛知御津駅）が設けられた。同駅に近い海岸には西方港が建設され、漁船の避難港として、また木材や石炭、肥料の輸入港として機能した。また、道路法に基づき、県道三谷豊橋線や県道国府三谷線が認定された。

### 昭和期
1929年（昭和4年）12月19日、村議会で村長が提出した町制施行の議案が可決され、次のような申請書が愛知県知事宛てに送付された。

村ヲ町ト為スノ件許可申請

御津村ハ従来農村ノ処交通至便ノ為メ漸次商工業者増加シ町形ヲ為シタルニ依リ、来ル昭和五年二月十一日紀元節ノ佳辰ヲトシ村ヲ町ト致度候条御許可相成度別紙村会決議書写併ニ参考書類及図面相添ヘ此段及申請候也
県知事の許可は1930年2月10日に下りた。
指令地第一一号
宝飯郡御津村
昭和四年十二月二十五日附御津発第四八八号申請昭和五年二月十一日ヨリ村ヲ町ト為スノ件許可ス
昭和五年二月十日
愛知県知事　岡　正雄
翌11日、御津村は町制を施行し、御津町が成立した。
当初は佐脇村の隔離病舎を移築して、これを役場庁舎としていたが、老朽化が進んだことから、1935年（昭和10年）に庁舎の新築を決定した。新庁舎は翌1936年（昭和11年）3月25日に竣功し、同月27日には早くも町議会が開催された。旧庁舎は御津町信用販売購買利用組合が借り受けたが、1945年（昭和20年）8月、爆撃によって崩壊した。
第二次世界大戦中の1943年（昭和18年）には、豊川海軍工廠の防衛を目的として御津山（大恩寺山）に砲台が建設され、横須賀海軍警備隊大恩寺山砲台第66分隊が配備された。
1945年（昭和20年）8月7日、工廠を中心とした一帯を米軍が空襲した。御津町も爆撃を受け、大恩寺山砲台は飛来する米軍機に砲撃を行い、うち1機を撃墜したが、他の爆撃機には命中しなかったという。工廠は、爆弾の雨に曝されて壊滅した。
1953年（昭和28年）9月、台風第13号（昭和28年台風第13号）の通過により町内で大きな被害が発生。1957年（昭和32年）4月11日、昭和天皇、香淳皇后が大草海岸堤防の改修工事現場を視察したが、この時点でもなお約7割の進捗率にとどまっていた。
戦後は町営住宅の建設を進めて住宅事情の改善に努めるとともに、三河湾に面する海浜を埋め立てて佐脇浜や御幸浜を造成し、企業誘致を推進した。佐脇浜にはエクシムや愛知ニコンをはじめとする製造業者が集積し、また御幸浜にはマリーナが形成された。
1996年（平成8年）からは「みとまつり」を年1回開催し、地場産業の掘り起こしや賑わいの創出を図った。

### 町制廃止
宝飯郡を構成する4町（御津町、一宮町、音羽町、小坂井町）と豊川市は、2001年に合併協議会を設立して、対等合併の可能性について検討作業を始めた。それから2年余りのちの2004年2月、合併の是非を問う住民意識調査が実施された。3市町（豊川市・音羽町・小坂井町）で合併に賛成する票が過半数を占め、2町（御津町・一宮町）で反対票が過半数を占めた。この結果を受け、1市4町の合併協議会は解散した。
その後、一宮町は独自に豊川市との合併協議を進め、2006年2月に正式に合併した。同年3月、音羽町が豊川市に合併協議を申し入れ、6月に合併協議会を発足させた。御津町も再び合併に向けて動き、10月末に合併協議を豊川市に申し入れた。翌2007年6月、豊川市・音羽町・御津町の3市町は合併協議会を設置、8月に合併協定が調印された。
2008年1月15日、町制施行から78年弱で御津町は廃止され、豊川市に編入された。

### 年表

#### 御津町発足前
- 702年 - 持統天皇が三河国を行幸
- 851年 - 御津神社に従五位下が授けられる
- 1367年 - 後光厳天皇の行幸に佐脇右京亮明秀が随伴
- 1672年 - 大恩寺山門が竣功
- 1732年 - 上佐脇、国府間に水論（水利をめぐる争訟）発生
- 1803年
  - 一色氏、陣屋を長篠から赤根に移設
  - 磐城平藩が上佐脇、灰野、金割を領有
- 1808年 - 御馬村でウンカが異常発生
- 1869年 - 赤根村の陣屋を廃止
- 1872年4月1日 - 御津神社が郷社となる
- 1873年9月25日 - 正眼庵に佐脇学校創立
- 1875年 - 御馬村に引馬学校創立
- 1878年12月26日[16]
  - 森下村、茂松村が合併して豊沢村が成立
  - 灰野村、金割村が合併して金野村が成立
- 1879年
  - 6月5日 - 上佐脇村に上佐脇学校創立
  - 9月15日 - 宝飯郡製糸場、大恩寺内に仮設
- 1880年 - 佐脇学校を本見寺に移転
- 1881年 - 西方郵便局開局
- 1889年10月1日 - 町村制施行に伴い
  - 西方村、泙野村、広石村、豊沢村、金野村が合併して御津村が成立
  - 上佐脇村、下佐脇村、下佐脇新田が合併して佐脇村が成立
  - 村制施行で御馬村が成立
  - 赤根村、大草村、大塚村、相楽村が合併して大塚村が成立
- 1898年 - 西方銀行設立
- 1903年 - 御馬・下佐脇両漁業組合設立
- 1904年 - 西方銀行解散
- 1906年7月1日 - 御津村、御馬村、佐脇村が合併し、御津村となる
- 1911年12月 - 下佐脇信用販売購買組合設立
- 1929年
  - 12月19日 - 町制施行の議案、村会で可決
  - 12月24日 - 町制施行許可申請を愛知県知事に提出
- 1930年2月10日 - 町制施行許可申請が愛知県知事の許可を受ける

#### 御津町発足後
- 1930年
  - 2月11日 - 町制を施行し御津町となる
  - 7月13日 - 西御津山遊園地開園
- 1936年
  - 1月 - 御津町産業組合設立
  - 3月25日 - 御津町役場庁舎を新築
  - 5月21日 - 長床遺跡発見
  - 御津町産業組合設立
- 1939年1月1日 - 町章を制定
- 1942年2月1日 - 御津町国民健康保険組合設立
- 1943年11月頃 - 大恩寺山砲台完成
- 1944年4月1日 - 御津青年学校創立
- 1945年
  - 1月13日 - 三河地震発生
  - 8月7日 - 米軍の空襲により、西方が被災
- 1946年
  - 3月 - 御津町青年団発足
  - 12月 - 御津町農地委員会発足
- 1947年4月5日 - 公選による初の町長選挙を執行
- 1949年
  - 1月28日 - 御津町警察署竣功
  - 御津町漁業会を御津町漁業協同組合に改組
- 1951年
  - 農地委員会を農業委員会に改組
  - 9月30日 - 御津町警察署を廃止
- 1952年11月1日 - 御津町教育委員会発足
- 1953年10月30日 - 御津山頂に忠魂碑を建立
- 1954年 - 町営住宅「狐塚住宅」「日暮住宅」竣功
- 1955年10月1日 - 大塚村大字大草、大字赤根を編入
- 1957年4月11日 - 昭和天皇・香淳皇后、大草海岸に行幸啓
- 1958年4月10日 - 御津町の一部を含む一帯が三河湾国定公園となる
- 1959年
  - 9月26日 - 伊勢湾台風来襲
  - 北部小学校に鉄筋コンクリート造校舎竣功
- 1962年9月1日 - 御津町上水道、供用開始
- 1965年 - 河原田遺跡から土器出土
- 1969年3月14日 - 金野の一部を含む一帯が愛知県立自然公園となる
- 1970年 - 町営住宅「富士見台団地」「みなと団地」竣功
- 1974年 - 宝飯地区広域市町村圏組合の粗大ごみ処理場竣功
- 1975年
  - 1月14日 - 中央公民館竣功
  - 10月5日 - 御津町文化協会設立
- 1976年10月6日 - 役場庁舎を西方字日暮に移転
- 1978年10月31日 - 御津町商工会館竣功
- 1980年
  - 2月20日 - 町制施行50周年記念式典開催。町の木、町の花、町民憲章を制定
  - 佐脇浜1号地の埋め立て完了
- 1983年12月1日 - 公共下水道供用開始
- 1984年
  - 4月3日 - 豊川消防署御津出張所竣功
  - 8月7日 - 東三河環状線御津バイパス開通
  - 御幸浜の埋め立て完了
- 1986年4月1日 - 愛知県立御津高等学校創立
- 1987年1月20日 - 御津広石郵便局開局
- 1989年
  - 4月 - 御幸浜埋立地で、進出企業の操業開始
  - 御幸浜パターゴルフ場オープン
- 1991年
  - 3月20日 - 御津山周遊自然歩道完成
  - 御津町シルバー人材センター設立
- 1994年
  - 3月22日 - 御津町一般廃棄物最終処分場完成
  - 3月24日 - 三河臨海緑地「日本列島」完成
  - 8月9日 - 大恩寺念仏堂焼失
- 1995年1月6日 - 御津町文化会館（ハートフルホール）竣功
- 1996年10月9日 - 第1回みとまつり開催
- 1998年3月2日 - 御津中学校屋内運動場及び水泳プール竣功
- 1999年
  - 3月31日 - 御津町青年団解散
  - 4月1日 - 福祉保健センター開館
  - 6月1日 - 町公式ホームページを開設
- 2000年
  - 2月11日 - 町制施行70周年記念式典を開催
  - 4月 - 防災行政無線開局
- 2004年
  - 2月 - 1市4町（豊川市・御津町・小坂井町・音羽町・旧一宮町）の合併に対して、住民投票で69%の反対があり、破綻。翌月に合併協議会も解散
  - 12月14日 - 町議会、「御津町の将来を考える会」を設立
  - 福祉乗合タクシー、運行を開始
- 2005年
  - 1月26日 - 第1回宝飯3町議員研究会開催
  - 4月18日 - 愛知万博「御津町の日」
- 2006年
  - 3月25日 - 東三河ふるさと公園、一部供用開始（62.5ha）[17]
  - 3月31日 - 構造改革特別区域推進本部、町全域を構造改革特別区域に認定
  - 4月1日 - 豊川宝飯衛生組合の新斎場会館「永遠（とわ）の森」開設[18]
  - 9月29日 - 町議会、「豊川市との合併協議を求める決議について」を賛成多数で可決[19]
  - 10月31日 - 豊川市に合併協議を申し入れ[20]
- 2007年
  - 2月8日 - 住民請求に基づき、議案「豊川市と御津町の合併についての意思を問う住民投票条例の制定について」を町議会臨時会で採決。賛成3、反対11で否決[21]
  - 2月20日 - 第1回豊川市・御津町合併研究会開催[22]
  - 3月1日 - 同日付の『広報みと』が通巻500号を達成[23]
  - 6月9日 - 豊川市・音羽町・御津町合併協議会設置。22日、第1回協議会開催
  - 8月6日 - 豊川市・音羽町・御津町合併協定調印式開催[24]
  - 8月 - 住民投票はせず、豊川市及び音羽町との合併を議会が可決（賛成6、反対5）
  - 10月1日 - ハートフルホール図書室を御津町図書館とする
  - 10月12日 - 愛知県議会、合併関連議案を可決。愛知県知事が即日廃置分合処分を実施
  - 11月9日 - 総務大臣、音羽町・豊川市・御津町の廃置分合を告示（総務省告示第625号）
- 2008年
  - 1月6日 - 閉町記念式典を御津町文化会館にて開催
  - 1月11日 - 閉庁式を町役場にて開催
  - 1月15日 - 豊川市へ編入

## 人口
2006年の高齢者人口（65歳以上）は3,033人で、人口全体の22.2%を占める。2002年以降の統計結果によると、人数、割合ともに増加傾向にあった。

### 人口推移
各年10月1日現在
| 年     | 人口   |
| ------ | ------ |
| 1920年 | 6,968  |
| 1925年 | 7,011  |
| 1930年 | 7,376  |
| 1935年 | 7,759  |
| 1940年 | 7,815  |
| 1945年 | 10,461 |
| 1950年 | 10,750 |
| 1955年 | 12,128 |
| 1960年 | 12,114 |
| 1965年 | 12,386 |
| 1970年 | 12,659 |
| 1975年 | 12,947 |
| 1980年 | 12,942 |
| 1985年 | 13,086 |
| 1990年 | 13,297 |
| 1995年 | 13,452 |
| 2000年 | 13,530 |
| 2005年 | 13,456 |

### 年齢構成
2000年10月1日現在
| 男  | 年齢     | 女  |
| --- | -------- | --- |
| 293 | 0〜4歳   | 260 |
| 347 | 5〜9     | 317 |
| 300 | 10〜14   | 324 |
| 371 | 15〜19   | 388 |
| 378 | 20〜24   | 353 |
| 395 | 25〜29   | 389 |
| 497 | 30〜34   | 436 |
| 421 | 35〜39   | 364 |
| 418 | 40〜44   | 398 |
| 444 | 45〜49   | 453 |
| 470 | 50〜54   | 437 |
| 551 | 55〜59   | 538 |
| 457 | 60〜64   | 480 |
| 403 | 65〜69   | 432 |
| 342 | 70〜74   | 378 |
| 260 | 75〜79   | 372 |
| 149 | 80〜84   | 248 |
| 69  | 85〜89   | 168 |
| 41  | 90歳以上 | 115 |

### 外国人
- 外国人登録者数：総数133人（平成18年10月1日現在）[28]

内訳（単位：人）
| 国籍別（上位） | 人数        |
| -------------- | ----------- |
| ブラジル       | 29（21.8%） |
| 韓国・北朝鮮   | 21（15.8%） |
| ペルー         | 20（15.0%） |
| フィリピン     | 19（14.3%） |
| インドネシア   | 5（3.8%）   |
| その他         | 39（29.3%） |

## 行政

### 町長
御津町史上最後の町長となった2006年の町長選挙では、現職の深谷泰範が前町議の鈴木尹成を破り、4選を果たした。当日有権者は10,851人（男5,251人、女5,600人）であった。各候補者の得票数などは以下のとおり 。
| 当落 | 得票数 | 候補者   | 党派   | 経歴 |
| ---- | ------ | -------- | ------ | ---- |
| 当   | 4,197  | 深谷泰範 | 無所属 | 前   |
|      | 1,668  | 鈴木尹成 | 無所属 | 新   |

投票総数6,009票、うち有効投票数5,865票
町長：深谷泰範（2006年7月10日 - 2008年1月14日）

### 行政機構
- 町長
  - 副町長
- 総務課
- 企画課
- 税務課
- 住民課
- 安心課
福祉保健センター
- 経済課
- 建設課
- 水道課
- 出納室

- 町議会議長
  - 議会事務局
- 教育委員会
  - 教育長
    - 生涯学習課

中央公民館
町民体育館
ハートフルホール

### 財政
2006年度決算によると、一般会計の歳入総額は約44億7,348万円、歳出総額は約42億8,286万円であった。
歳入総額は前年度と比べて1億5,229万円（3.3%）減少した。三位一体の改革の影響により、町税が増加した代わりに地方交付税が大幅に減額された。このほか、主な増加要因として地方譲与税の増額（5,248万円増）、減少要因として寄附金の大幅な減少（1億9,135万円減）などが挙げられる。
歳入の内訳は金額順に、町税22億5,343万円（50.4%）、町債5億3,420万円（12.0%）、地方特例交付金、利子割交付金、譲与税、取得税等4億8,853万円（10.9%）、地方交付税3億4,990万円（7.8%）など。歳出の内訳は、民生費6億8,944万円（27.8%）、教育費6億5,511万円（15.3%）、総務費5億8,484万円（13.7%）、土木費5億6,913万円（13.3%）など。
特別会計の決算をみると、国民健康保険特別会計が歳入12億9,663万円、歳出12億655万円。また、公共下水道特別会計が歳入12億41万円、歳出11億8,966万円などとなっていた。

### 議会
2007年4月22日実施の統一地方選挙（御津町としては最後の町議選）では、議員定数12に対し、13人が立候補した。

### 警察
御津町は豊川警察署の管轄区域とされていた。町内には交番が1つ設置されていた。
- 御津交番：豊川市御津町西方広田52-1

（所在地の住所表示は豊川市との合併後のもの）

### 消防
消防は市町村の本来業務であるが、御津町は 豊川市消防本部へ消防業務を委託していた。町内には、豊川市消防署の御津出張所が設置されていた。
御津町は3つの分団からなる消防団を置いていた。豊川市との合併後、御津町消防団は豊川市消防団第7方面隊に再編され、分団の名称は御津第1分団、御津第2分団、御津第3分団とされた。
2005年度の御津町消防団の団員数は、108人。

### その他
- 豊川宝飯衛生組合 - 1963年に豊川市及び宝飯郡4町（音羽町、一宮町、小坂井町、御津町）が、屎尿の共同処理を目的として設立。一般廃棄物処理や斎場会館の運営も行っている。2006年2月、一宮町が豊川市と合併したため、構成市町は1市3町となった。2006年度の御津町の負担金は約2億2,832万円、負担率は全体（32億3,692万円）の約7.05%[35]。

## 国政
衆議院小選挙区では、御津町は愛知県第14区に属していた。
御津町として最後の衆院選となった2005年9月11日の衆院選における、同区の選出議員は鈴木克昌（民主党）であった。

## 経済
2005年の御津町の就業者総数は7,602人。うち第一次産業就業者数が1,039人で全体の13.67%、以下第二次産業2,807人（36.92%）、第三次産業3,731人（49.08%）となっており、第三次産業就業者数が最も多かった。
全就業者数に占める第一次産業就業者数の割合は、愛知県では全国平均（5.12%）を5割近く下回っている（2.76%）が、御津町に限っていえば突出して高かったといえる。

### 第一次産業
日本有数の生産量を誇る御津町のシクラメンは、1970年（昭和45年）に栽培が始まった。現在では15戸の農家が5.8haを栽培し、約50万鉢を全国へ出荷している。
このほかに1974年（昭和49年）に栽培が始まったイチジクも特産品で、高級料亭などに出荷されている。ひまわり農業協同組合のいちじく部会は1997年、第27回日本農業賞（集団組織の部）を受賞した。
農林業センサスによると、農業従事者数は1977年に2,974人であったが、2000年には2,306人に減った。林業従事者は、1995年調査の2名を最後に姿を消した。
2005年の耕地面積は364haであった。内訳は以下のとおり。
- 田　187.7ha (51.6%)
- 畑　107.8ha (29.6%)
- 樹園　68.5ha (18.8%)

2005年の農業粗生産額は約 35億6千万円、うち耕種が33億5千万円、畜産が2億1千万円であった。主な品目の生産額は以下のとおり。
- 野菜　163千万円
- 花卉　76千万円
- 果実　65千万円
- 米　21千万円

### 第二次産業
2001年10月1日現在の事業所数は、建設業で78、製造業で147。従業者数は、建設業で483人、製造業で2,434人。
2005年の製造品出荷額等は、569億4,461万円。うち製造品出荷額が511億7,913万円、加工賃収入額が57億5,910万円。

### 第三次産業
2001年10月1日現在の事業所数は、運輸・通信業で18、卸売業・小売業・飲食店で208、サービス業で185。従業者数は、運輸・通信業で245人、卸売・小売業・飲食店で980人、サービス業で1,144人などとなっている。
2004年の年間商品販売額は、卸売業で56億1,596万円、小売業で90億8,160万円であった。

### 主な事業所

#### 製造業
- エクシム
昭和電線ホールディングスと三菱電線工業の電線事業を統合して設立。
- 天狗缶詰
佐脇浜に三河工場と配送センターを建設。
- ジョイフル 愛知工場
- スタンレー電気 三河御津ストアー
- 愛知ニコン
- コニカミノルタ 御津物流センター
- 新日工業
- 日新総合建材
- 縣鉄工所 本社
- 嶋田鉄工所

#### 金融機関
- ひまわり農業協同組合
  - 御津支店、広石支店
- 郵便局
  - 御津郵便局、御津広石郵便局
- 蒲郡信用金庫 御津支店
- 豊川信用金庫 御津支店
- 三河信用組合 御津支店

#### その他
- スズキマリーナ三河御津
- ユニマットプレシャス 三河御津マリーナ[40][41]
- タカラ自動車学校
- たつみストアー 御津店
- みとゴルフ倶楽部

## 生活

### 保健・衛生
御津町廃止時点で、町内には一般診療所が9箇所、歯科診療所が4箇所、薬局が5箇所存在した。
御津町を含む宝飯郡の各町と豊川市は1963年、一部事務組合「豊川宝飯衛生組合」を共同で設立して、屎尿の広域的処理を開始した。
2001年から2005年までの5年間をみると、ごみ収集量は、3,248tから3,853tに増加した。逆に屎尿の収集量は1,854klから1,549klに減少している。

### 水道
1996年度からの10年間における上水道普及率などの推移は、以下のとおり。
| 年度     | 配水量（m3） | 有収水量（m3） | 給水戸数（戸） | 普及率（%） | 有収率（%） |
| -------- | ------------ | -------------- | -------------- | ----------- | ----------- |
| 1996年度 | 1,623,251    | 1,505,653      | 4,263          | 97.0        | 92.8        |
| 1997年度 | 1,668,821    | 1,538,918      | 4,399          | 98.0        | 92.2        |
| 1998年度 | 1,721,672    | 1,595,638      | 4,468          | 98.3        | 92.7        |
| 1999年度 | 1,681,533    | 1,531,418      | 4,519          | 98.3        | 91.1        |
| 2000年度 | 1,772,760    | 1,605,589      | 4,578          | 98.5        | 90.6        |
| 2001年度 | 1,705,698    | 1,586,689      | 4,617          | 98.7        | 93.0        |
| 2002年度 | 1,711,100    | 1,579,683      | 4,658          | 99.7        | 92.3        |
| 2003年度 | 1,696,901    | 1,553,172      | 4,753          | 99.7        | 91.5        |
| 2004年度 | 1,688,894    | 1,574,558      | 4,812          | 99.7        | 93.2        |
| 2005年度 | 1,704,215    | 1,579,252      | 4,843          | 99.7        | 92.7        |

### 公営住宅
御津町内の公営住宅は、以下のとおり。
| 管理者 | 名称         | 所在地                      | 戸数 | 構造           |
| ------ | ------------ | --------------------------- | ---- | -------------- |
| 御津町 | 狐塚住宅     | 御津町大字西方字狐塚53      | 9    | 木造平屋建     |
| 御津町 | 日暮団地     | 御津町大字広石字日暮80・112 | 42   | 木造平屋建     |
| 御津町 | 大恩寺団地   | 御津町大字広石字祓田9-1     | 24   | 木造平屋建     |
| 御津町 | 広石団地     | 御津町大字広石字後畠42-1    | 20   | 簡易耐火平屋建 |
| 御津町 | 富士見台団地 | 御津町大字広石字蛇塚1-1     | 16   | 簡易耐火平屋建 |
| 御津町 | みなと団地   | 御津町大字西方字揚浜14-1    | 20   | 簡易耐火平屋建 |
| 愛知県 | 広石住宅     | 御津町大字広石字新宮2-30    | 64   | 耐火4階建      |

## 文化財

### 指定文化財
御津町内の指定文化財は、以下のとおり（「指定者」「所有者」欄の表記は、豊川市との合併前のもの）。
| 指定者 | 種別                   | 名称                                 | 所在   | 所有者   | 指定年月日     |
| ------ | ---------------------- | ------------------------------------ | ------ | -------- | -------------- |
| 国     | 重要文化財（絵画）     | 絹本著色王宮曼荼羅図                 | 広石   | 大恩寺   | 1918年4月8日   |
| 国     | 重要文化財（彫刻）     | 木造千手観音立像                     | 赤根   | 法住寺   | 1931年12月14日 |
| 愛知県 | 有形文化財（建造物）   | 大恩寺山門                           | 広石   | 大恩寺   | 1954年2月5日   |
| 愛知県 | 有形文化財（絵画）     | 蓮の図                               | 広石   | 大恩寺   | 1958年6月21日  |
| 愛知県 | 有形文化財（絵画）     | 阿弥陀廿五菩薩来迎図                 | 広石   | 大恩寺   | 1958年6月21日  |
| 愛知県 | 有形文化財（彫刻）     | 木造阿弥陀如来坐像                   | 広石   | 大恩寺   | 1958年3月29日  |
| 愛知県 | 有形文化財（考古資料） | 広石の銅鐸                           | 広石   | 個人     | 1974年7月3日   |
| 愛知県 | 有形民俗文化財         | 引馬神社の算額                       | 御馬   | 引馬神社 | 1999年11月26日 |
| 御津町 | 有形文化財（建造物）   | 佐脇神社摂社五社宮（御所宮）本殿     | 下佐脇 | 佐脇神社 | 1982年9月29日  |
| 御津町 | 有形文化財（絵画）     | 下佐脇村梅藪村の蛤取場諍論の論所絵図 | 下佐脇 | 佐脇神社 | 1996年3月1日   |
| 御津町 | 有形文化財（絵画）     | 敬円寺の方便法身尊形図               | 御馬   | 敬円寺   | 1996年3月1日   |
| 御津町 | 有形文化財（工芸品）   | 仲仙寺の梵鐘                         | 金野   | 仲仙寺   | 1994年3月10日  |
| 御津町 | 有形文化財（工芸品）   | 御津神社の梵鐘                       | 広石   | 御津神社 | 1994年3月10日  |
| 御津町 | 有形文化財（工芸品）   | 御津神社の鰐口                       | 広石   | 御津神社 | 1996年3月1日   |
| 御津町 | 有形文化財（工芸品）   | 佐脇神社の鰐口                       | 上佐脇 | 佐脇神社 | 1997年2月28日  |
| 御津町 | 有形文化財（工芸品）   | 引馬神社の鰐口                       | 御馬   | 引馬神社 | 1997年2月28日  |
| 御津町 | 有形文化財（工芸品）   | 御津神社の鰐口                       | 広石   | 御津神社 | 1997年2月28日  |
| 御津町 | 有形文化財（工芸品）   | 御津神社の鰐口                       | 広石   | 御津神社 | 1997年2月28日  |
| 御津町 | 有形文化財（書跡）     | 御津神社の大般若経                   | 広石   | 御津神社 | 1994年3月10日  |
| 御津町 | 有形文化財（書跡）     | 大恩寺文書                           | 広石   | 大恩寺   | 1995年1月24日  |
| 御津町 | 有形文化財（書跡）     | 法住寺文書                           | 赤根   | 法住寺   | 1995年1月24日  |
| 御津町 | 有形文化財（書跡）     | 渡辺富秋文書                         | 広石   | 御津町   | 1995年1月24日  |
| 御津町 | 有形文化財（書跡）     | 切支丹訴人制札                       | 上佐脇 | 佐脇神社 | 1997年2月28日  |
| 御津町 | 有形文化財（考古資料） | 渥美刻文壺                           | 広石   | 御津町   | 1992年1月23日  |
| 御津町 | 有形民俗文化財         | 引馬神社八幡社の笹踊りの衣裳         | 御馬   | 引馬神社 | 1970年3月19日  |
| 御津町 | 有形民俗文化財         | 引馬神社八幡社の祭礼笹踊り七福神踊り | 御馬   | 引馬神社 | 1970年3月19日  |
| 御津町 | 有形民俗文化財         | 萩原神社祭礼の獅子舞神楽             | 赤根   | 萩原神社 | 1970年3月19日  |
| 御津町 | 有形民俗文化財         | 長松寺のどんき                       | 下佐脇 | 長松寺   | 1997年2月28日  |
| 御津町 | 史跡                   | 河原田遺跡                           | 上佐脇 | 個人     | 1969年2月3日   |
| 御津町 | 史跡                   | 長床遺跡 付出土土器                  | 御馬   | 御津町   | 1969年2月3日   |
| 御津町 | 史跡                   | 穴観音古墳                           | 豊沢   | 大岩寺   | 1969年2月3日   |
| 御津町 | 史跡                   | 船山古墳                             | 広石   | 御津神社 | 1969年2月3日   |
| 御津町 | 史跡                   | 万葉遺跡山下橋付近                   | 泙野   | 御津町   | 1969年2月3日   |
| 御津町 | 史跡                   | 茂松城跡                             | 広石   | 個人     | 1969年2月3日   |
| 御津町 | 史跡                   | 御馬城跡                             | 御馬   | 御津町   | 1969年2月3日   |
| 御津町 | 史跡                   | 佐脇城跡                             | 下佐脇 | 朝日工業 | 1969年2月3日   |
| 御津町 | 史跡                   | 竹本城跡                             | 広石   | 個人     | 1969年2月3日   |
| 御津町 | 史跡                   | 西方古塁                             | 西方   | 個人     | 1969年2月3日   |
| 御津町 | 史跡                   | 横穴古墳群                           | 金野   | 個人     | 1970年3月19日  |
| 御津町 | 史跡                   | 弥勒寺跡                             | 豊沢   | 個人     | 1970年3月19日  |
| 御津町 | 史跡                   | 持統上皇御所宮行在所跡               | 下佐脇 | 個人     | 1970年3月19日  |
| 御津町 | 史跡                   | 万葉遺跡引馬野                       | 御馬   | 引馬神社 | 1970年3月19日  |
| 御津町 | 史跡                   | 御馬湊 付御城米積立場跡              | 御馬   | 御津町   | 1970年3月19日  |
| 御津町 | 史跡                   | 丹野城跡                             | 金野   | 個人     | 1974年3月18日  |
| 御津町 | 史跡                   | 佐脇刀祢太夫の墓                     | 下佐脇 | 下佐脇区 | 1980年9月1日   |
| 御津町 | 天然記念物             | 観音寺の大楠                         | 上佐脇 | 観音寺   | 1969年2月3日   |
| 御津町 | 天然記念物             | 熊野神社の藤                         | 金野   | 熊野神社 | 1969年2月3日   |
| 御津町 | 天然記念物             | 広幡神社のヤマモモ                   | 西方   | 広幡神社 | 1992年1月23日  |
| 御津町 | 天然記念物             | 灰野のナシ                           | 金野   | 個人     | 1992年1月23日  |
| 御津町 | 天然記念物             | 灰野のヤブニッケイ                   | 金野   | 個人     | 1992年1月23日  |
| 御津町 | 天然記念物             | 松沢寺のヤマザクラ                   | 金野   | 松沢寺   | 1992年1月23日  |
| 御津町 | 天然記念物             | 御津神社のクスノキ                   | 広石   | 御津神社 | 1992年1月23日  |
| 御津町 | 天然記念物             | 大日如来堂のアベマキ                 | 広石   | 越川組他 | 1992年1月23日  |
| 御津町 | 天然記念物             | 御津山のヒメハルゼミの棲息地         | 広石   | 御津町   | 1996年3月1日   |

### 登録有形文化財
御津町内の登録有形文化財は、以下のとおり。
| 種別   | 名称               | 所在 | 所有者 | 登録年月日 |
| ------ | ------------------ | ---- | ------ | ---------- |
| 建造物 | 旧今泉医院診療棟   | 御馬 | 個人   | 2004年3月  |
| 建造物 | 旧今泉医院病室棟   | 御馬 | 個人   | 2004年3月  |
| 建造物 | 旧今泉医院手洗い場 | 御馬 | 個人   | 2004年3月  |

## 教育

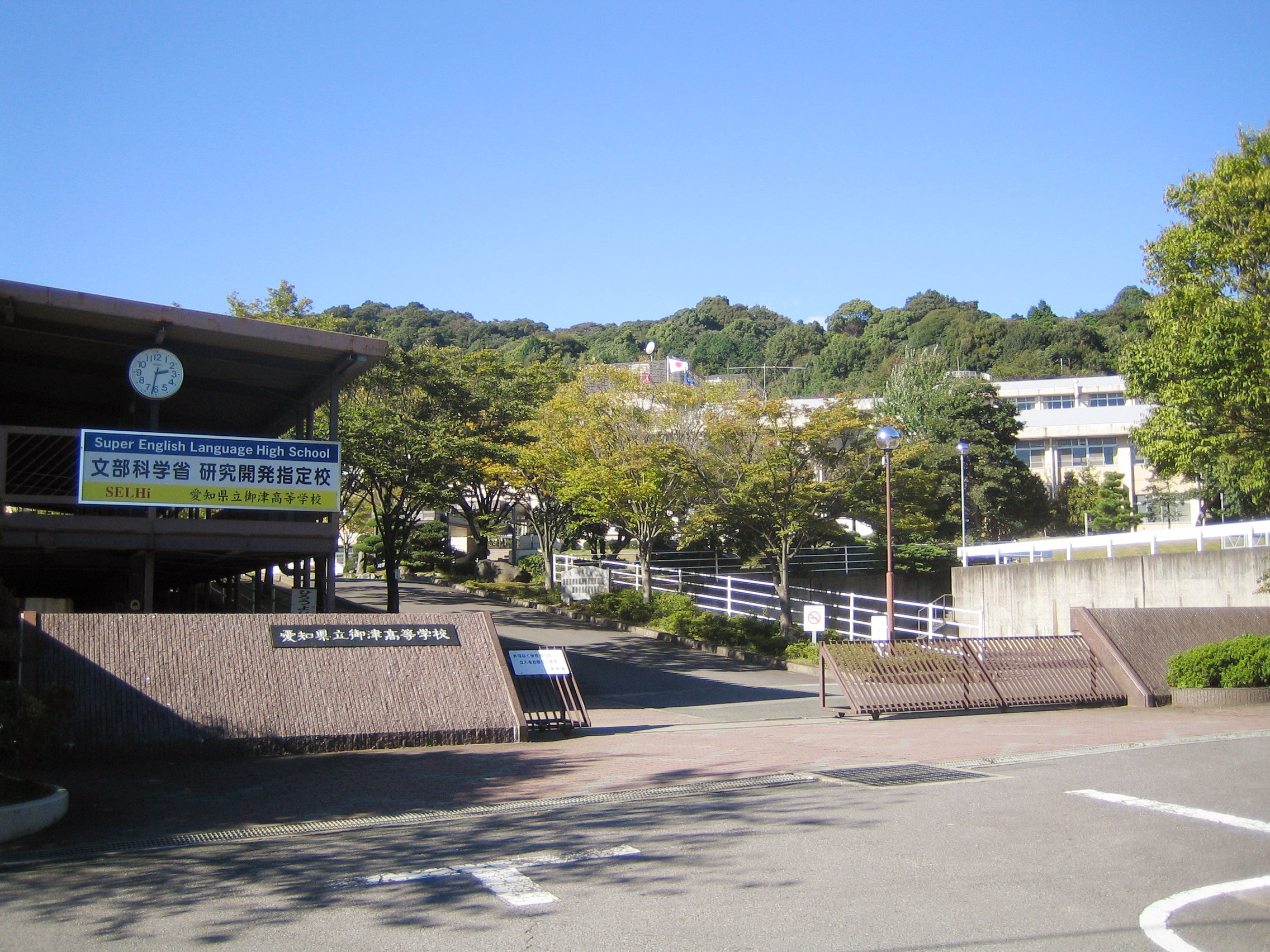
愛知県立御津高等学校

御津町廃止時点で、町内には高等学校1校、中学校1校、小学校2校、保育園5園が存在した。保育園のうち、みどり保育園は2005年度から休園した。
2001年（平成13年）時点の中学校の生徒総数は497人だったが、2006年（平成18年）には378人に減少している。
2006年（平成18年）3月31日、構造改革特別区域推進本部は御津町全域を構造改革特別区域（「ハートフルタウン みと」英語教育特区）として認定した。これに基づき、御津町は小学校からの英語教育、外国人英語講師の起用、小中学生の海外派遣などを推進した。

### 高等学校
- 愛知県立御津高等学校

### 中学校
- 御津町立御津中学校

### 小学校
- 御津町立御津南部小学校
- 御津町立御津北部小学校

### 保育園
- 御津町立御津西部保育園
- 御津町立御津南部保育園
- 御津町立御津北部保育園
- 菊保育園
- みと保育園

### 社会教育施設

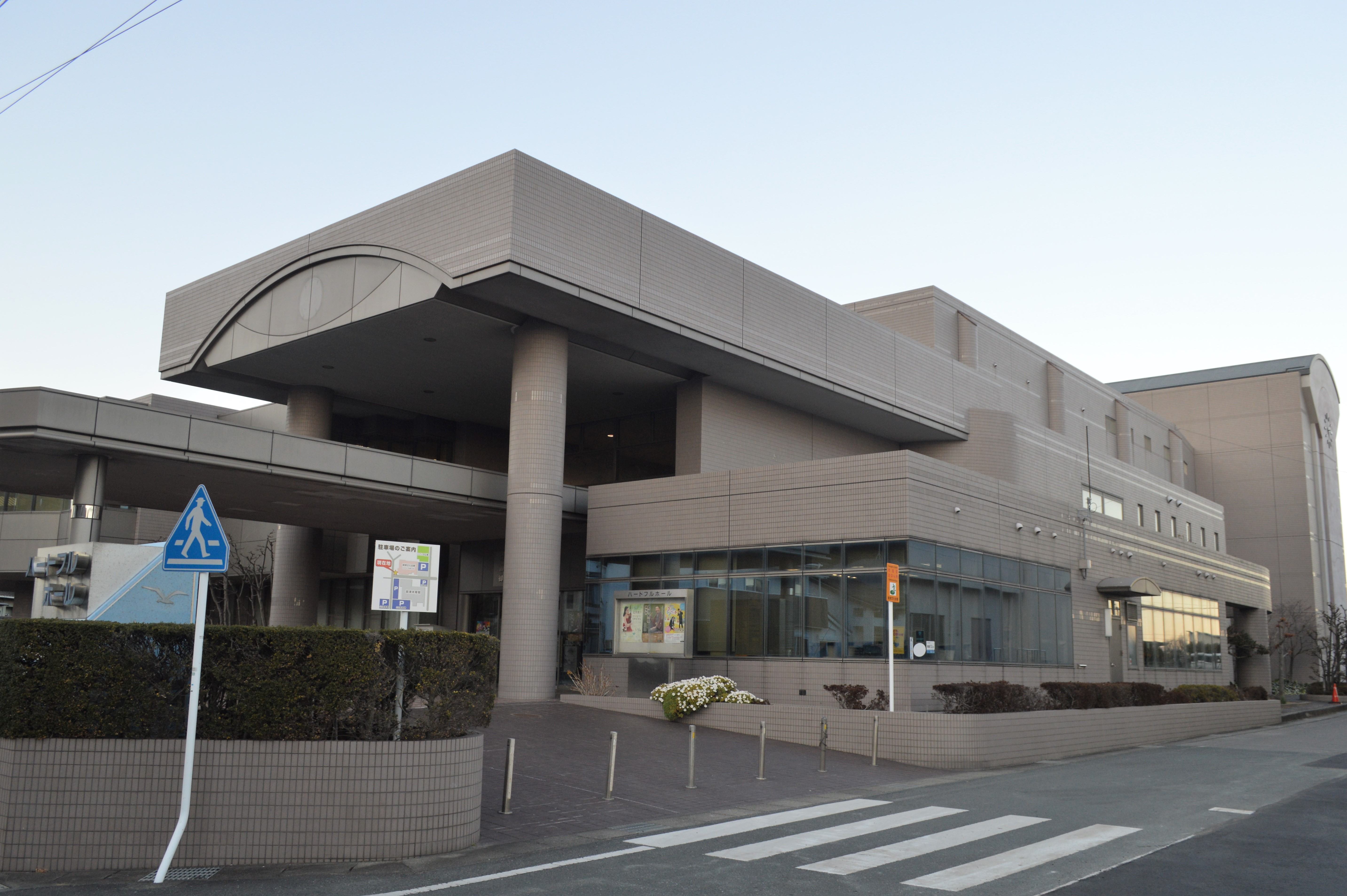
御津町文化会館

- 御津町図書館 - ハートフルホールに併設。ハートフルホール竣工時に図書室として業務を開始。2007年（平成19年）10月に公共図書館に昇格した。
- 御津町文化会館（ハートフルホール） - 文化ホールは400名の収容が可能。ほかに楽屋（5室）、会議室（2室）、リハーサル室（2室）などを備える。
- 中央公民館 - 町役場に隣接して建設。長床遺跡から出土した土器の数々を収める。豊川市との合併に伴い、中央公民館は「豊川市御津生涯学習会館」に、その他の公民館は地区市民館に改められた[49]。
- 御馬公民館
- 西方公民館
- 広石公民館
- 西部児童館
- 佐脇児童館
- 北部児童館
- 御津町民体育館 - 町民テニスコート（利用料金：大人1人1回100円）を備える。
- 御津町仮設球場 - 休館日はなく、1年中使用が可能。
- 御津マリーナ - 「スズキマリーナ」、「出光マリンズ」の2つが存在。
- 御幸浜パターゴルフ - 予約不要。全18ホール（パー66、488ヤード）。

#### その他
- 福祉保健センター（高齢者生きがい活動推進施設） - ニュージーランドの氷河から切り出したイチョウの木を使用したベンチがホールに据えられている。
- 子育て支援センター - 御津西部保育園に併設。
- 三河臨海緑地 - 三河湾上に造成した埋立地に建設された、日本最大級の臨海緑地。日本列島を模した庭園風の緑地（49,800m2）、汐入の池（74,700m2）、スポーツ施設などを備える。
- 東三河ふるさと公園 - 御津町と豊川市とにまたがる遠見山周辺の山林を整備した。総面積174.8ha、うち御津町分は85.0ha。

## 交通
JR東海道本線と国道23号が町南部を東西に貫通し、町域のやや外側には国道1号や名鉄名古屋本線が、さらに離れて東名高速道路が通る。
鉄道駅は愛知御津駅のみが存在していたが、隣接していた豊川市の国府駅も町民にとって重要な交通結節点であった。この国府駅と国道23号を南北に結ぶ都市計画道路（国府赤根線）の整備が1981年から進められ、豊川市との合併後も継続された。また、国道23号と国道1号の間には、両路線の混雑緩和を目的として名豊道路（豊橋バイパス）の整備工事が進行中である。
2005年（平成17年）3月31日時点で、町道の総数は869本、実延長合計は202,498m、舗装率は82.9%、改良率は57.1%であった。

### 鉄道
- 東海旅客鉄道
  - 東海道本線：愛知御津駅
- 名古屋鉄道
  - 名古屋本線：小田渕駅（豊川市） - 御津町上佐脇地区と近接している。

### 道路
- 一般国道
  - 国道23号
- 都道府県道
  - 愛知県道31号東三河環状線、愛知県道368号豊川蒲郡線、愛知県道372号大塚国府線、愛知県道373号金野豊川線、愛知県道375号前芝国府停車場線、愛知県道384号小坂井御津線、愛知県道395号東三河臨海公園線、愛知県道501号愛知御津停車場線

### 路線バス
- 名鉄バス東部
  - 豊橋線 - 豊橋駅（豊橋市）から御津町を経由して、西浦温泉前（蒲郡市）までを結ぶ路線。(2013年4月1日廃止)

## 名所・旧跡・観光スポット
- 御津山 - 徳川家康が大恩寺の寺領としたことから、「大恩寺山」の別称を持つ。山頂にはソメイヨシノが植えられている。展望台からは三河湾を望むことができる。
- 御幸浜
- 竹本城跡
- 穴観音古墳 - 愛知県立御津高等学校西方に位置する古墳。長野県高遠町（現・伊那市）のコヒガンザクラが移植されるなど整備が行われ、「穴観音公園」として開園した。石室内部に入ることもできる。
- 大恩寺 - 松平氏第四代松平親忠開基で、牛久保城主・三河牧野氏の菩提寺。「蓮の図」（徳川家康が寄進したと伝えられる）及び山門は愛知県指定有形文化財。
- 法住寺 - 1508年に創立された、曹洞宗の寺院。本尊である木造千手観音立像は国の重要文化財。
- 観音寺 - 1074年に僧侶が植えたとされる楠は、町指定天然記念物。
- 仲仙寺 - 町西部の金野地区にある寺院。奥の院は最西端、五井山の山頂付近にある。
- 敬円寺
- 長松寺
- 御津神社
- 佐脇神社（上佐脇）
- 佐脇神社（下佐脇）
- 萩原神社 - 丹野城主・萩原芳信を祀る。
- 引馬神社 - 須佐之男命を祀る。境内には「引馬安礼乃崎碑」（斎藤茂吉書）が建つ。

### 祭事・催事・娯楽施設
- 烏賊祭り - 4月第3日曜に御津神社で開催。本殿で生の烏賊を奉納し、供養や豊漁祈願をする。
- 笹踊り・七福神踊り - 8月第1日曜に引馬神社・八幡社で開催。「やんよう神」と呼ばれる若者3人が踊る「笹踊り」と、七福神のうち弁財天以外の6柱に扮した人々が踊る「七福神踊り」を両神社に奉納する。
- どんき - 12月第3日曜（2004年以前は12月17日）、秋葉三尺大権現の火防大祭中の一行事として長松寺で開催。白狐、赤天狗、青天狗が児童らを追い回す。狐らに紅ガラを塗り付けられた者は、病にかからないと伝えられる。
- 獅子舞神楽 - 4月第4土曜・日曜、萩原神社で開催される女獅子の舞。
- みとまつり - 1996年以来実施されている催事。ハートフルホールや福祉保健センター周辺の一帯を会場とする。バザーやフリーマーケット、特設会場では「どろリンピック」（2007年度は「ヌルリンピック」）が行われた。年度によっては、文化祭と合同開催。
- みと農業まつり
- 盆踊りフェスティバル
- 御津劇場 - 昭和30年代の西方にあった映画館[注 1]。

## 出身有名人
- 宇井伯寿 - インド哲学研究家。日本学士院会員。1953年に文化勲章を受章。
- 小原佳代子 - 南海放送アナウンサー。
- 小林仲次 - 衆議院議員・御津村長。
- 鈴木しおり - メ〜テレアナウンサー。
- 安田さち - ファッションモデル。
- 花井正八（はない まさや）- 旧大塚村出身。トヨタ自動車会長や日経連副会長を歴任。1984年に勲一等瑞宝章を受章。
- 渡辺富秋 - 郷土研究家。『三河国墳墓記』『三河国古今城塁地理誌』の著者。

## その他
- 防災行政無線の戸別受信機が各世帯に行き渡っており、毎日午前7時30分と午後8時に御津支所からお知らせのアナウンスがある。また、屋外スピーカーからは毎日、朝7時（みかんの花咲く丘）、正午（おお牧場はみどり）、午後5時（夕焼け小焼け）とメロディーが流れている。